# Gudenauer Hof (Bonn)
Der (ehemalige) Gudenauer Hof, heute Haus Bonngasse 23, ist das einzige teilweise erhaltene Stadtpalais aus kurfürstlicher Zeit in Bonn. Erhalten sind ein stark überformtes Fragment der ursprünglichen Hofanlage sowie in einigen Räumen Teile der wandfesten Ausstattung aus dem 18. und 19. Jahrhundert. Das Gebäude liegt dem Bonner Beethoven-Haus gegenüber.

## Geschichte
Die Geschichte des Hausplatzes lässt sich bis 1481 zurückverfolgen. Im Jahr 1547 wurde er an die Familie Waldbott von Bassenheim zu Gudenau verkauft, eine der ältesten und vermögendsten rheinischen Adelsfamilien. Otto Waldbott von Bassenheim und Johanna Scheiffart von Merode (?–1613), die auch den Stammsitz Burg Gudenau um 1560 ausbauten, vergrößerten den Bonner Stadtsitz wahrscheinlich durch Zukäufe. Seit 1625 ist die Benennung des Gebäudes als Gudenauer Hof bezeugt.
Ab 1637 wurde der Hof an den kurkölnischen Hofmarschall Johann Adolph Wolff Metternich (1592–1669) verpachtet, der einen repräsentativen Wohnsitz in Bonn benötigte. Wahrscheinlich wurde die Hofanlage im Zuge der Belagerung und des Bombardements auf Bonn 1689 weitreichend zerstört und musste danach neu- oder wiederaufgebaut werden. Der Umfang der Baumaßnahmen im 17. und 18. Jahrhundert ist jedoch schwer einzuschätzen.
1735 gelangte der Hof über Erbfolge an Carl Georg Anton von der Vorst zu Lombeck (1679–1745), dessen Familie am kurfürstlichen Hof eine wichtige Rolle einnahm. Sie besaß den Hof bis 1812. In den 1860er Jahren wurde das Grundstück parzelliert. Nur die Bebauung des nördlichen Drittels blieb erhalten und besteht mit zahlreichen Überformungen bis heute. Das nach dem Zweiten Weltkrieg in ruinösem Zustand geratene Haus wurde nach einem Besitzerwechsel 2010 denkmalgerecht saniert.

## Bau
Der Gudenauer Hof vor der Teilniederlegung im 19. Jahrhundert
Das Grundstück hatte einen beträchtlichen Umfang. Es grenzte im Osten an die Bonngasse, im Süden an die heutige Friedrichstraße und im Westen an die heutige Kesselgassse. Die Fassade des U-förmigen Gebäudetraktes lag direkt an der Bonngasse und umfasste die Breite der heutigen Häuser Friedrichstr. 35, Bonngasse 21 und Bonngasse 23.

Einem Stadtplan von 1773 zufolge handelte es sich um einen breitgelagerten, zweigeschossigen Bau mit abgewalmten Satteldach und einer hervorgehobenen Mittelachse, in der sich eine Toreinfahrt befand. Sie führte in den von Nebenflügeln eingefassten Innenhof. Dahinter fügte sich das längliche Gartengrundstück an. Ein 1865 gezeichneter Aufriss des nördlichen Fassadendrittels (heute Bonngasse 23) zeigt, dass die zweigeschossige Wand mit schlicht gerahmten Segmentbogenfenstern gestaltet war. Eine zweite Einfahrt mit halbkreisförmigem Bogen und einfachem Schlussstein führte in den nördlichen Nebenhof. 
[siehe: Entwurf zum Umbau des ehemaligen Gudenauer Hofs (heute Bonngasse 23), Bonn, 1865]

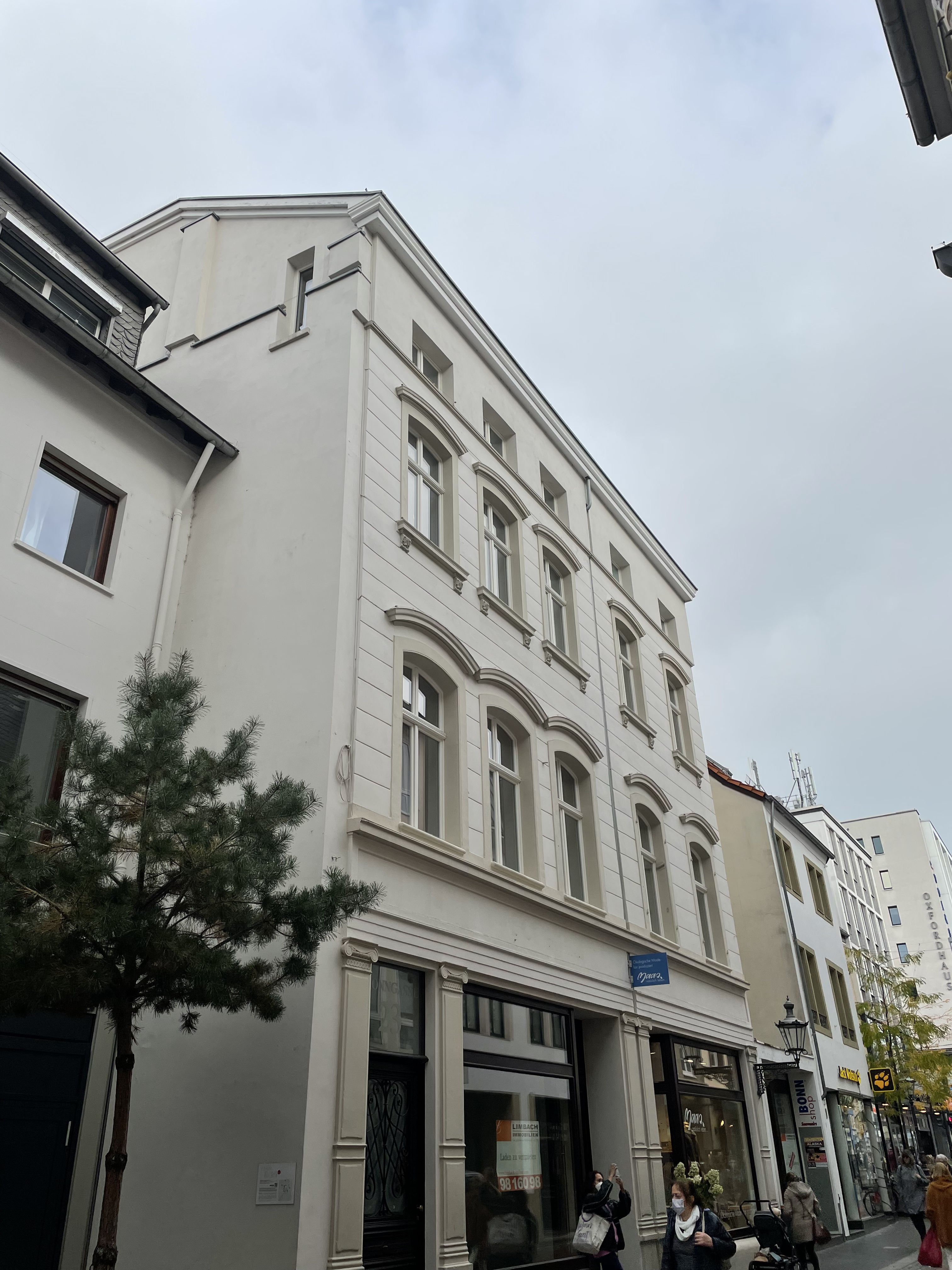

Ein Stück der Wand des Innenhofes hat sich bis heute erhalten, darin auch ein zum Fenster umgebautes ehemaliges Eingangsportal. Die Volutenkonsolen dieses Innenhofportals mit den zierlichen Blütenkelchen entstanden vermutlich in der ersten Hälfte des 18. Jahrhunderts.
Nach der Parzellierung im 19. Jahrhundert blieben nur das nördliche Drittel der Fassade zur Bonngasse sowie ein Teil des nördlichen Nebenflügels als L-förmiger Bau bestehen. Das Gebäude wurde seitdem um zweites Ober- und ein Attikageschoss aufgestockt und im Erdgeschoss als Ladengeschäft mit Schaufenstern umgestaltet.
Im Inneren sind die historischen Gewölbekeller sowie Einbauten aus dem 19. Jahrhundert erhalten. Im ersten Obergeschoss befanden sich die repräsentativen Wohnräume des ehemaligen Adelshofes. Eine vollständig vertäfelte Wand mit Kaminachse und einige Türen entstammen vermutlich dem 18. Jahrhundert. Die Dielenböden, Fenster, Türzargen, ein Teil der Lambris und Türblätter sowie Überreste von Deckenstuckaturen entstanden dagegen in einer Ausstattungsphase um 1880. Die Raumdekorationen wurden im Zuge der Sanierung im 21. Jahrhundert wiederhergestellt bzw. ergänzt.